# 1599
Cette page concerne l'année 1599  du calendrier grégorien.
L'année 1599 est une année commune qui commence un vendredi.

## Événements
- 12 février, Londres : départ du marchand londonien John Mildenhall (en) pour un voyage aux Indes, par Constantinople, Alep, Qazvin et Lahore qu'il atteint en 1603 (fin en 1606)[1].
- 15 février, Âgrâ : Akbar envoie une armée pour soumettre le Deccan[2].
- 18 avril :  Anne d'Autriche-Styrie épouse Philippe III, roi d'Espagne.
- 20 juin : synode de Diamper. L'Église de Malabar est latinisée[3].
- Juin : massacre des Espagnols à Phnom-Penh par les hommes du chef malais Laksmana. Diogo Veloso et Blaz Ruiz, alors auprès du roi du Cambodge Barom Reachea II à Srey Santhor, interviennent mais sont tués à leur tour[4]. Fin de l'intervention espagnole au Cambodge.
- 3 juillet : assassinat de Chand Bibi, reine de Bijapur. Le 19 août, Akbar prend sa capitale Ahmadnagar, puis annexe le Khandesh et assiège et prend le fort Asirgarh (février 1600-6 janvier 1601)[5].
- Juin/juillet, Turkestan : mort du dernier chaybanide Pir Muhammad II[6]. La dynastie djanide ou astrakanide, qui avait fui l’occupation russe de la basse-Volga, lui succède (fin en 1785) et fixe sa capitale à Boukhara (Khanat de Boukhara).
- 9 juillet : départ d'Ispahan d'une ambassade du Chah de Perse Abbas Ier le Grand en Europe, dirigée par Husain Ali Beg, accompagné de l'anglais Anthony Shirley[7]. Elle arrive à Astrakhan le 15 septembre, puis à Moscou le 2 octobre[8]. Elle est à Prague en novembre 1600.
- 25 décembre : fondation de Natal, au Brésil[9].
- 22 novembre : Pierre de Chauvin obtient le monopole de la traite des fourrures au Canada. Il établit en 1600 les premières habitations construites par les Français à Tadoussac[10].
- 20 décembre[11] : Pégou, capitale de la Birmanie, est prise par les frères du roi Nandabayin, aidés par le mercenaire portugais Philippe de Brito[12]. Nandabayin est capturé puis assassiné en captivité en novembre 1600.

### Europe
- 8 janvier : publication de l’édition finale du Ratio Studiorum des jésuites, qui sert partout de modèle pédagogique, sur l’initiative de Claudio Acquaviva[13].
- 28 février : Sébastien Koch, consul de Hambourg à Gênes, s’offre à représenter en même temps les intérêts des capitaines dantzicois[14].
- 15 avril : Robert Devereux, 2e comte d'Essex, nommé Lord lieutenant d'Irlande (12 mars), arrive à Dublin à la tête de 16 000 hommes[15].
- 29 mai : Essex prend le château de Cahir[16].
- 24 juillet, Suède : le roi Sigismond III Vasa est déposé par la diète de Linköping[17].
  - Sigismond III Vasa tente avec l’aide de la Pologne de reconquérir la couronne de Suède dont il a été dépossédé (1598). Il rattache l’Estonie, suédoise, à la république polono-lituanienne. Le grand-duché de Finlande est supprimé.
- 15 août : 
  - Victoire des Irlandais à la bataille de Curlew Mountains au Connaught[18].
  - Arrivée d'une ambassade anglaise à Istanbul. La reine Élisabeth offre un orgue au sultan. Renouvellement des capitulations (traités de commerce) entre l'Angleterre et les Ottomans[19].
- 28 septembre : le comte d'Essex, rentré à Londres sans autorisation, est emprisonné en Angleterre pour avoir négocié une trêve avec les Irlandais[20].

- 28 octobre : bataille de Schellenberg (Şelimbăr)[21]. Michel le Brave, voïévode de Valachie, s’allie avec l’empereur Rodolphe II, roi de Hongrie contre Andreas, successeur de Báthory. Il devient prince de Transylvanie (1er novembre).
- 6 novembre, Italie : conspiration éventée du jacobin Tommaso Campanella (1568-1639) qui visait à faire proclamer l’indépendance de la Calabre[22].

- Ambassade russe d’Athanase Vlassiev à Plzeň, auprès de l’empereur Rodolphe II[23].
- Peste bubonique originaire de Castille responsable de la mort de 500 000 personnes en Espagne (fin en 1602)[24].
- En Espagne, début de la frappe de monnaies de cuivre (et non plus de billon), due à la baisse en approvisionnement d’argent[24].
- Sidoine de Lobkowitz, chef du parti espagnol, devient chancelier de Bohême[25].

## Naissances en 1599
- 20 janvier : Théodore de Sany, né à Valenciennes (comté de Hainaut), carillonneur et peintre des Pays-Bas espagnols († 9 novembre 1658).
- 13 mars : Saint Jean Berchmans, né à Diest (duché de Brabant), jésuite des Pays-Bas espagnols († 13 août 1621).
- 22 mars : Anthony Van Dyck, né à Anvers (duché de Brabant), peintre et graveur des Pays-Bas espagnols († 9 décembre 1641).
- 25 avril (5 mai du calendrier grégorien) : Oliver Cromwell, militaire et homme politique anglais († 3 septembre 1658).
- 6 juin : Diego Vélasquez, peintre espagnol († 6 août 1660).
- 30 août : Willem Cornelisz. Duyster, peintre néerlandais († 31 janvier 1635).
- 14 septembre : Jacques Wallius, né à Courtrai (comté de Flandre), poète de langue latine des Pays-Bas espagnols († 9 mars 1690).
- 28 octobre : Marie de l'Incarnation, mystique Ursuline et missionnaire catholique française († 30 avril 1672).

- Date précise inconnue :
  - Francisco Collantes, peintre d'histoire, de compositions religieuses, de paysages, de natures mortes et de fleurs espagnol († 1656).
  - Stefan Czarniecki, général polonais († 16 février 1665).
  - Guy Autret de Missirien, historien et généalogiste français[26]. († 3 avril 1660).

- Vers 1599 :
- Adriaen Matham, graveur, marchand d'art, peintre et éditeur néerlandais († 23 novembre 1660).

## Décès en 1599
- 13 janvier : Edmund Spenser, né à Londres, poète anglais, auteur du poème allégorique, la Reine des fées (1590) (° vers 1552).
- 21 janvier : Antoine de Schaumbourg, évêque élu de Minden (° 8 mars 1549).
- 22 janvier :
  - Cristofano Malvezzi, compositeur italien (° 28 juin 1547).
  - Silvio Savelli, cardinal italien (° 21 juillet 1550).
- 28 janvier : Scipione Lentolo, théologien et polémiste italien (° 1525).
- 12 février : Louis Milliet, jurisconsulte, premier président du Sénat de Savoie et Grand chancelier du duché (° 26 juin 1527).
- 16 février : Lazzaro Grimaldi Cebà, doge de Gênes (° 1520).
- 18 février : Marguerite de La Marck-Arenberg, comtesse puis princesse d'Arenberg (° 15 février 1527).

- 1er mars : Edzard II, comte de Frise orientale (° 24 juin 1532).
- 11 mars : Johan Baptista Houwaert, conseiller et maître ordinaire de la Chambre des comptes du duché de Brabant, poète et dramaturge humaniste d'expression néerlandaise (° 1533).
- 17 mars : Gaspard de Schomberg, homme d'État au service du royaume de France (° 1540).
- 19 mars : Stanisław Radziwiłł, staroste de Samogitie, grand maréchal de Lituanie, 1er ordynat d'Ołyka (° 12 mai 1559).

- 1er avril : Matsura Takanobu, samouraï et 25e daimyo héréditaire du clan Matsura de Hirado (° 1529).
- 6 avril : Orazio Torsellini, jésuite, historien et écrivain italien (° 1544 ou 1545).
- 10 avril : Gabrielle d'Estrées, maîtresse du roi Henri IV de France qu’il voulait épouser (° vers 1573).
- 20 avril : Miyabe Keijun, moine de la secte tendai du mont Hiei dans l'ouest du Japon (° 1528).
- 22 avril : Lorenz Scholz von Rosenau, médecin et botaniste (° 20 septembre 1552).
- 27 avril : Maeda Toshiie, un des principaux généraux de Nobunaga Oda à la fin de l'époque Sengoku (° 15 janvier 1539).

- 16 mai :
  - Didacus Pyrrhus, humaniste et poète néolatin (° 5 avril 1517)[27].
  - Johan Larsson Sparre, noble suédois (° 20 octobre 1551).
- 28 mai : Marie de Nassau, noble néerlandaise, comtesse de Nassau, de Katzenelnbogen, de Vianden et de Diez (° 18 mars 1539).

- 1er juin : Guy Pancirollus, jurisconsulte et antiquaire italien (° 17 avril 1523).
- 2 juin : Philippe V de Hanau-Lichtenberg, seigneur alsacien (° 21 février 1541).
- 14 juin : Kōriki Masanaga, daimyo de l'époque Azuchi Momoyama, à la tête du domaine d'Iwatsuki (° 1558).
- 29 juin : Catherine-Renée d'Autriche, membre de la Maison de Habsbourg  (° 4 janvier 1576).
- ? juin : Guido Pepoli, cardinal italien (° 6 mai 1560).

- 11 juillet : Chōsokabe Motochika, daimyo de l'époque Sengoku, 21e chef du clan Chōsokabe (° 1538).

- 22 août : Luca Marenzio, compositeur italien (° 18 octobre 1553).
- août ou septembre : Madeleine de Waldeck, fille de Philippe IV de Waldeck (° 1558).

- 1er septembre : Cornelis de Houtman, explorateur néerlandais (° 2 avril 1565).
- 11 septembre : Beatrice Cenci, femme noble et meurtrière italienne (° 5 février 1577).

- 2 octobre : Sadeddin, historien ottoman (° 1536).
- 7 octobre : Jean de Vivonne, diplomate et militaire français (° 1530)[28].
- 9 octobre : Reginald Scot, écrivain anglais (° vers 1538).
- 24 octobre : Pieter van der Does, amiral néerlandais (° 1562).
- 27 octobre : Gillis Congnet, peintre néerlandais (° 1538 ou ° 1542).
- 31 octobre : André Báthory, évêque puis cardinal et prince de Transylvanie (° 1563).

- 4 novembre : Pedro da Fonseca, jésuite, théologien, philosophe et écrivain portugais (° 1528).
- 7 novembre : Gaspare Tagliacozzi, médecin italien (° 1545 ou 1546).
- 8 novembre : Francisco Guerrero, compositeur espagnol (° 4 octobre 1528).
- 22 novembre : Nanbu Nobunao, daimyo de l'époque Sengoku au Japon (° 1er avril 1546).

- 3 décembre : André Báthory, cardinal et prince de Transylvanie (° 1566).
- 13 décembre : Henri Caietan, cardinal italien (° 6 août 1550).
- 17 décembre : Jacqueline de Montbel d'Entremont, épouse de l'amiral Gaspard II de Coligny dont elle sera veuve au cours du massacre de la Saint-Barthélemy (° 16 février 1541).
- 29 décembre : Valerio Cigoli, sculpteur italien (° 1529).

- Date précise inconnue :
  - Barom Reachea V, Prince Ponhea Ton, roi du Cambodge (° 1579).
  - Antoine Caron, maître verrier, illustrateur et peintre maniériste français de l’école de Fontainebleau (° 1573).
  - Wendel Dietterlin, peintre, ornemaniste et graveur germanique (° 1551).
  - André Falcão de Resende, poète portugais (° 1527).
  - Antonio Grimaldi Cebà, doge de Gênes (° 1534).
  - Dominique Lampson, humaniste, poète et artiste belge (° 1532).
  - Lê Thế Tông, empereur du Đại Việt (ancêtre du Viêt Nam) de la dynastie Lê (° 1567).
  - Giuseppe Meda, peintre maniériste, architecte et ingénieur hydraulique italien  (° vers 1534).
  - Jacques de la Mothe, fondateur du collège de Courdemanche (° 16 octobre 1516).
  - Loÿs Papon, auteur dramatique français (° 1533).
  - Pierre Woeiriot, peintre, sculpteur, graveur sur cuivre et médailleur français (° 1532).

- Vers 1599 :
  - Antonio Capulongo, peintre italien de l'école napolitaine (° vers 1549).
  - Marc Papillon, seigneur de Lasphrise, poète baroque satirique et érotique français (° 1555).